# Napomyza tripolii
Napomyza tripolii är en tvåvingeart som beskrevs av Spencer 1966. Napomyza tripolii ingår i släktet Napomyza och familjen minerarflugor. Arten har ej påträffats i Sverige. Inga underarter finns listade i Catalogue of Life.